# Tipula subandina
Tipula subandina är en tvåvingeart som beskrevs av Philippi 1866. Tipula subandina ingår i släktet Tipula och familjen storharkrankar. Inga underarter finns listade i Catalogue of Life.